# Tulisa Contostavlos
Tulisa Contostavlos (sinh ngày 13 tháng 7 năm 1988) là ca sĩ, diễn viên và nhạc sĩ nổi danh ở Anh, cô là ca sĩ người Anh gốc Hy Lạp và Ailen. Cô được biết đến như thành viên của nhóm N-Dubz với người anh họ và bạn bè và là giám khảo chương trình The X Factor. Những phim cô đã đóng gồm: Dubplate Drama, Big Fat Gypsy Gangster, Demons Never Die…  Tuy còn trẻ tuổi nhưng đã sớm thành công với nhiều vai trò như ca sĩ, nhạc sĩ, diễn viên và giám khảo. Năm 2012, tạp chí dành cho đàn ông FHM bình chọn cô là người phụ nữ gợi cảm nhất thế giới.

## Tiểu sử và sự nghiệp
Sinh ra vào ngày 13 tháng 7 năm 1988, từ thuở nhỏ, Tulisa Contostavlos từng có một quá khứ thác loạn cô đã mất trinh từ năm 14 tuổi sau đó rất hối hận khi đã đánh mất sự trong sáng, hồn nhiên của mình quá sớm, cô cũng từng bị đánh thuốc mê và cưỡng hiếp vào năm 16 tuổi. Tiếp đến cô từng bị dụ dỗ đi theo một kẻ bán thuốc phiện.
| “                     | Tôi vẫn có thể đếm được bao nhiêu người đàn ông từng lên giường với mình, chủ yếu là trong khoảng thời gian từ năm 14 đến 17 tuổi | ” |
| — Tulisa Contostavlos | |   |

Nhờ một người bạn đã đưa cô làm lại cuộc đời với ban nhạc N-Dubz. Tulisa Contostavlos bắt đầu sự nghiệp của mình cùng với ban nhạc N-Dubz Sau này, cô được nhiều người biết đến nhờ vai trò giám khảo của The X Factor. Cô là nghệ sĩ của công chúng nhưng luôn tỏ ra nghiêm túc và luôn muốn tuân theo những chuẩn mực cũ của các cô gái nước Anh. bên cạnh đó cũng là một người có vẻ đẹp nóng bỏng cuốn hút với những đường cong gợi cảm và cũng là người ăn diện thời trang. Sau thành công của chương trình The X Factor cô hợp tác với Kelly Rowland với dự định chinh phục thị trường Mỹ.

## Sự cố
Là mẫu người của công chúng, cô được nhiều phương tiên báo chí quan tâm, đưa tin trong đó có nhiều sự cố gây cho cô phiền toái như việc cô bị phát hiện đem theo "đồ chơi người lớn" khi làm thủ tục ở sân bay Miami và đã lâm vào một phen ngượng ngùng chưa từng có từ trước đến giờ chỉ vì món đồ nhạy cảm cô mang theo người. Khi những nhân viên sân bay kiểm tra thì Tulisa quá xấu hổ khi bị phát hiện món đồ mà cô mang theo chính là một món "đồ chơi người lớn".

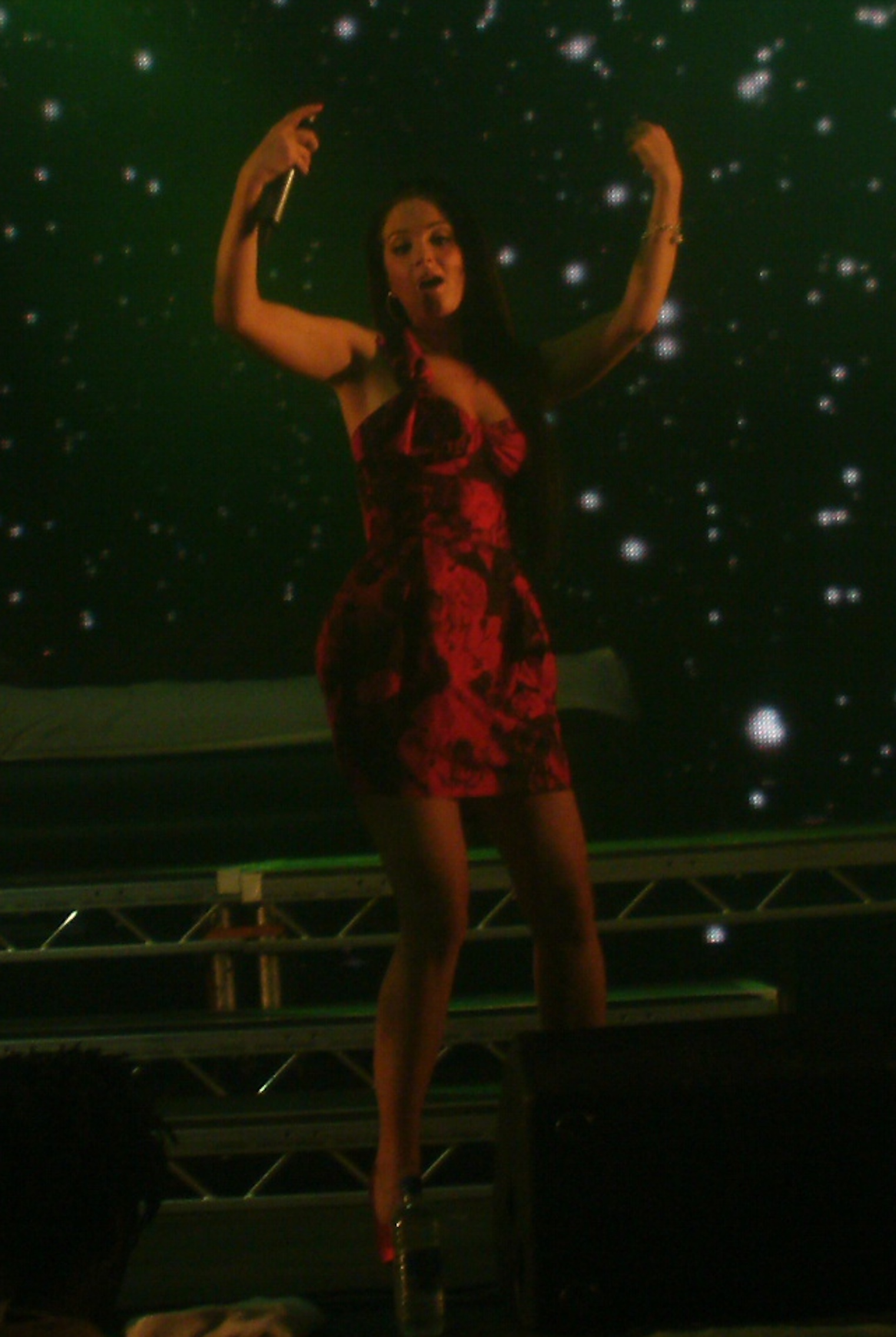
Cảnh cô bị lộ hàng

Trong một chương trình khác, cô gặp phải tai nạn hy hữu trên sân khấu, chiếc váy bó sát cơ thể mà cô mặc bị lộ toàn bộ phần sau, tuy nhiên, Tulisa Contostavlos không hề hay biết. Đầu tiên là việc cô khoe hình xăm ở cánh tay, tiếp đến là việc để lộ nguyên cả vòng ba trên sân khấu khi tham gia chương trình The X Factor, khi cô nhảy múa thì ánh đèn sân khấu làm lộ hoàn toàn vòng ba. Cô phát biểu rằng: 
| “                     | Tôi sẽ không bao giờ khỏa thân cho các tạp chí. Tôi chẳng quan tâm đến số tiền được trả, cho dù là hàng triệu bảng Anh đi nữa. Tôi không phải gái mại dâm, tại sao lại phải khỏa thân? Có thể nhiều người sẵn sàng làm thế nhưng tôi là một nhạc sĩ, tôi không bán thân lấy tiền | ” |
| — Tulisa Contostavlos | |   |

Cô cũng đã bị sự cố lộ băng sex và phải nhờ pháp luật can thiệp khi băng sex của cô bị tung lên mạng, cô đã nhờ luật sư khởi kiện và đưa ra lệnh cấm bàn luận hay mô tả những hành động tình dục có trong đoạn băng trên. Băng sex của Tulisa Contostavlos độ dài 7 phút xuất hiện lần đầu trên trang pappzd.com trước khi nó bị gỡ bỏ. Đoạn băng đã lan tỏa với tốc độ chóng mặt. Một người muốn bán đoạn băng cho cô với giá 500.000 bảng Anh. Cô thanh minh rằng: Băng sex 100% là giả mạo và một vài người muốn kiếm lợi bằng cách lợi dụng vai trò giám khảo X Factor của cô.

## Nói về cô
- | “                 | Tôi yêu Tulisa, tôi muốn hôn lên môi Tulisha. Tôi thực sự yêu cô rất nhiều. Tôi không biết diễn tả thế nào cho hết tình yêu mà tôi dành cho cô. Không giống như cách tôi yêu mẹ của mình, Tulisha, tôi yêu cô. Tôi đã chờ đợi cơ hội được đứng trước mặt cô và nói rằng tôi yêu cô từ rất lâu rồi. Tulisha xinh đẹp và tuyệt vời. Tôi yêu cô bằng cả trái tim | ” |
| — Jason Viet Tien | |   |